# Ère Kōei
L'ère Kōei (康永) est une des ères du Japon (年号 nengō lit. « nom de l'année ») de la Cour du Nord durant l'époque Nanboku-chō après l'ère Ryakuō et avant l'ère Jōwa. Cette ère couvre la période allant du mois d'avril 1342 au mois d'octobre 1345. L'empereur siégeant à Kyoto est Kōmyō (光明天皇, Kōmyō-tennō). Le rival de la Cour du Sud de Go-Kōgon à Yoshino durant cette même période est l'empereur Go-Murakami-tennō (後村上天皇, Go-Murakami-tennō).

## Contexte de l'ère Nanboku-chō

Les sièges impériaux durant l'époque Nanboku-chō sont relativement proches l'un de l'autre mais géographiquement distincts. Ils sont conventionnellement identifiés ainsi :
Capital du nord : Kyoto
Capitale du sud : Yoshino.

Au cours de l'ère Meiji, un décret impérial daté du 3 mars 1911 établit que les monarques régnants légitimes de cette époque sont les descendants directs de l'empereur Go-Daigo par l'empereur Go-Murakami dont la Cour du Sud a été établie en exil à Yoshino, près de Nara.
Jusqu'à la fin de l'époque d'Edo, les empereurs usurpateurs (en supériorité militaire) et soutenus par le shogunat Ashikaga sont erronément inclus dans les chronologies impériales en dépit du fait incontestable que les insignes impériaux ne sont pas en leur possession.
Cette Cour du Nord illégitime est établie à Kyoto par Ashikaga Takauji.

## Changement d'ère
- 1342 Kōei gannen (康永元年?) : Le nom de la nouvelle ère est créé pour marquer l'accession au trône de l'empereur Hanazono. L'ère précédente se termine quand commence la nouvelle, en Ryakuō 5[4].

Le nom de l'ère correspondante à la Cour du Sud est « Kōkoku » 1340-1346.

## Événements de l'ère Kōei
- 1342 (Kōei 1,1re mois) : Ichijō Tsunemichi perd sa position de régent kampaku. Il est remplacé par Kujō Michinori[4].
- 1342 (Kōei 1, 2e mois) : Minamoto no Nagamichi (源長通?) est déchu de sa position de daijō daijin[4].
- 1342 (Kōei 1, 11e mois) : Kujō Michinori est remplacé par Takatsukasa Morohira, ancien udaijin[4].
- 1342 (Kōei 1, 12e mois) : Mort de Fujiwara no Kiyoko, fille d'Usesugi Yorishige et mère d'Ashikaga Takauji[4].
- 1343 (Kōei 2, 4e mois) : Nijō Yoshimoto, auteur du Masukagami, est promu de sa position de nadaijin à celle d'udaijin et en temps voulu, l'udaijin est promu sadaijin. Le dainagon est promu nadaijin[4].
- 1344 (Kōei 3,1re mois) : Le shogun Takauji offre des prières au sanctuaire Iwashimizu Hachiman-gū[4].

| Kōei      | 1re  | 2e   | 3e   | 4e   |
| Grégorien | 1342 | 1343 | 1344 | 1345 |